# فتاح باشا
فتاح باشا بن سليمان البغدادي، وهو من كبار رجال الدولة العثمانية المعروفين، وقد اشتهر في الميادين الإدارية والعسكرية، وصاحب معامل فتاح باشا للبطانيات الصوف والسجاد والأقمشة، وهو رائد الصناعات النسيجية في العراق، ولد فتاح باشا عام 1278هـ/1861م، ولقد تعلم فتاح القراءة والكتابة في الكتاتيب وتعلم القرآن وهو صغير، وكان أصل عائلة فتاح باشا من قرية تسعين في كركوك، وهم من التركمان، من الطائفة العلوية، وكان والده سليمان له علاقة بمتصرف لواء كركوك، فطلب منه ان يدخل ابنه فتاح المدرسة الرشدية، فنصحه المتصرف أن يعتنق المذهب السني لأجل قبول أبنه في المدرسة الرشدية العسكرية، ففعل وأعتنق مع عائلته المذهب السني، وتم قبول فتاح في المدرسة ثم تخرج منها وسافر إلى إسطنبول، ودخل المدرسة العسكرية في الجيش العثماني، وتخرج ضابطا وتقدم في مناصب جيش الدولة العثمانية حتى نال رتبة أمير لواء.

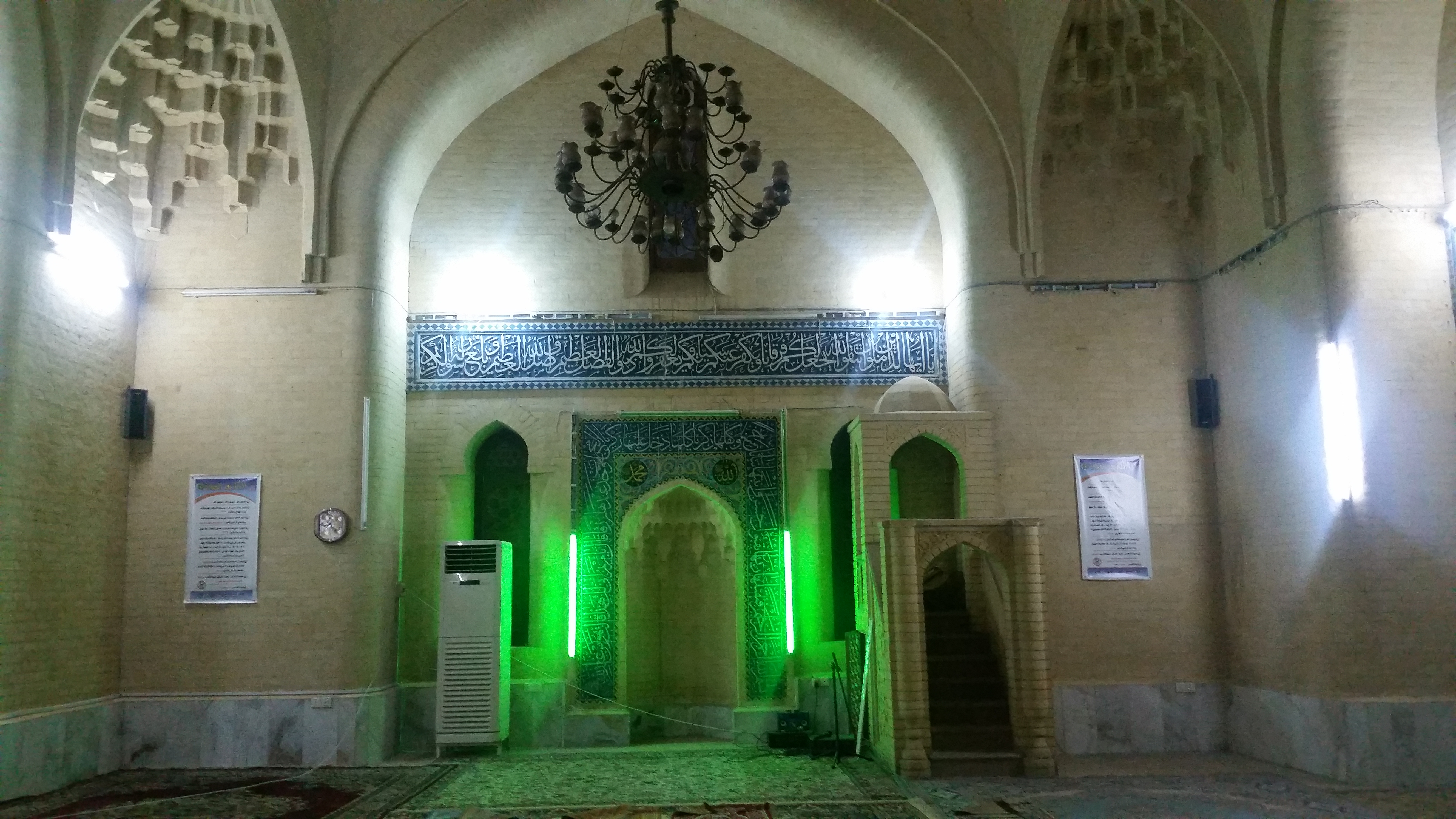
جامع فتاح باشا

## المناصب والأعمال
- عين مديراً لمعامل النسيج العسكري في بغداد، وأحيل على التقاعد قبل بداية الحرب العالمية الأولى عام 1914م.
- عين على أثر بداية تكوين الحكومة في المملكة العراقية بمنصب متصرف على لواء كركوك عام 1921م، فشغل منصبه إلى سنة 1924م. ومنصب المتصرف يماثل منصب الوزير والمحافظ الإداري في الوقت الحالي.

## أهم انجازاته
أتفق مع زوج أبنته المهندس صالح أفندي عام 1926م، على بناء معمل لصنع الأقمشة والبطانيات في الكاظمية، وهو أول معمل في بغداد للأقمشة، وسافر فتاح باشا إلى ألمانيا وجلب لأول مرة مكائن صناعة النسيج والأقمشة إلى بغداد، وأقام معمل له في وسـط بستان، ثم افتتح المعمل الملك فيصل الأول في حفل حضره أعيان البلد، فكان المعمل في مقدمة المشاريع الصناعية الأستثمارية في المملكة العراقية.
وكان يعتبر معمل فتاح باشا لفترة طويلة في بداية القرن العشرين المعمل الوحيد المتخصص في الوطن العربي لصناعة السجاد والمفروشات الأرضية والبطانيات والأقمشة بقياسات ونوعيات متميزة، وكان يصدر منتوجاته إلى دول الخليج العربي ومصر وغيرها من الدول.
وشيد مسجدا جامعا للصلاة ملاصق لمبنى المعمل سمي جامع فتاح باشا، وتقام فيه صلاة الجمعة والصلوات الخمس، وصلاة العيدين، وحبس لهذا المسجد أوقافا لأدامته، وكان فتاح باشا محبا وساعيا للخير في شتى الميادين.
ولم يتوقف فتاح باشا عن تقديم خدمات صناعية للبلد حيث أسس شركة المنصور الصناعية للنسيج التي قامت بإنشاء مدينة المنصور الحالية في بغداد، وفي عام 1354هـ/1935م، أسس زوج أبنته المهندس صالح أفندي معملاً للغزل والنسيج بمحلة السفينة في الأعظمية.

## من عائلته
كان فتاح باشا معروفا في أوساط المجتمع البغدادي، ولعائلته مجلساً في بغداد يعرف بمجلس فتاح باشا، ولقد أشتهر بالتقوى والصلاح وترتبط أسرته بروابط المصاهرة مع الكثير من العوائل البغدادية المشهورة ومنها آل الباجه جي وآل الشابندر.
وله من الأولاد سليمان بك ونوري بك ومحمود بك وتزوج إحدى بناته المهندس صالح أفندي.
وحفيده غسان بن نوري بك يعتبر من أمهر الأطباء الجراحين في العالم، وترقى إلى منصب مدير مستشفى ابن الهيثم لطب العيون في بغداد.

## وفاته
توفي في بغداد 13 شوال 1354هـ/ 8 كانون الثاني 1936م، ودفن في مقبرة خاصة بعائلته في جامع فتاح باشا في منطقة الكاظمية.